# Oratorio di San Rocco (Cerreto Guidi)

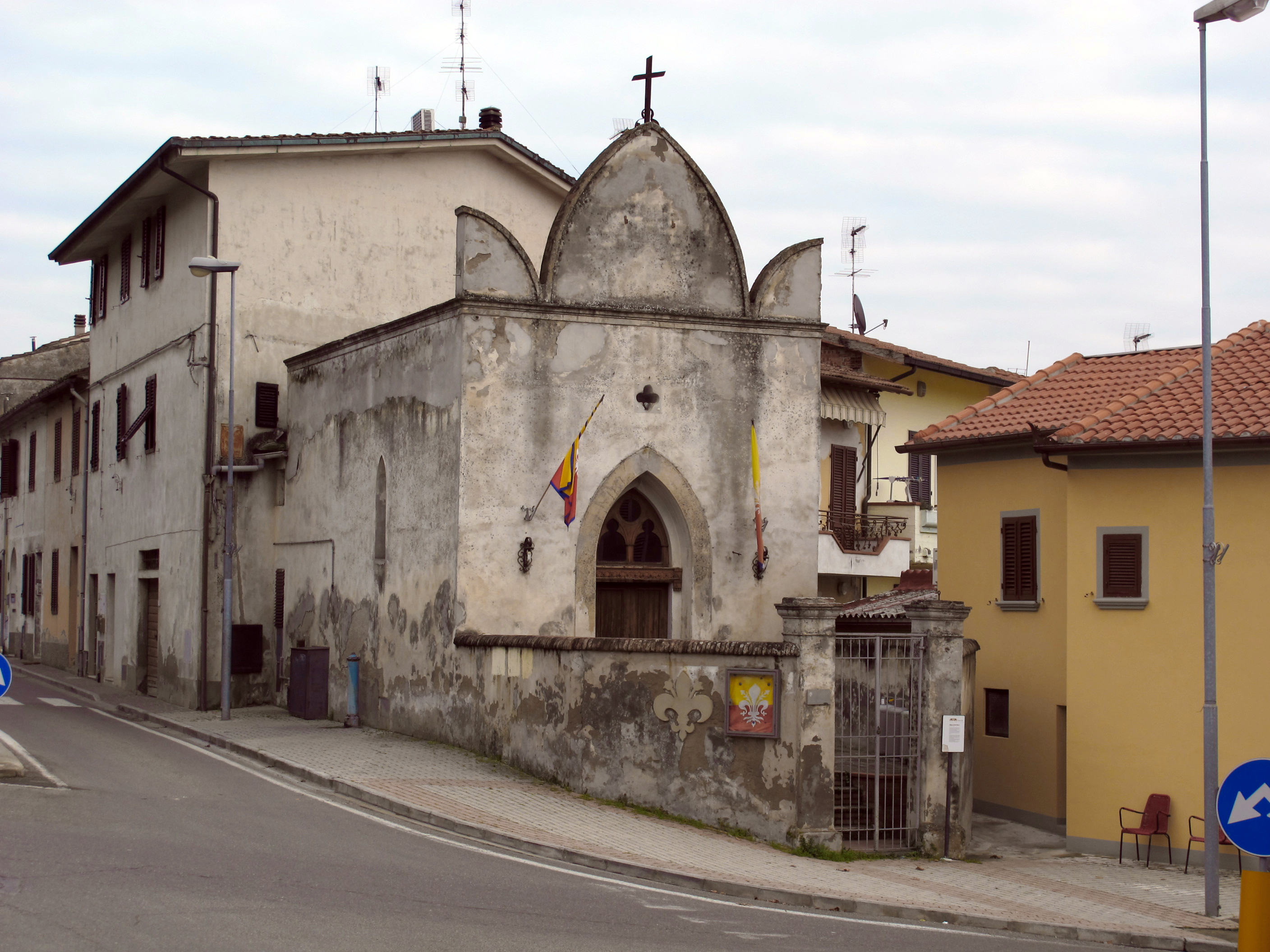
Oratorio di San Rocco

L'oratorio di San Rocco è un edificio sacro di  Cerreto Guidi, in provincia di Firenze.

## Storia e descrizione
Il piccolo oratorio è citato per la prima volta in un resoconto di una visita pastorale del 1575, sebbene lo si reputa più antico del XIV o XV secolo, legandolo alla devozione verso san Rocco quale santo protettore dalla peste.
Nel 1786 il patronato sull'oratorio venne ceduto dalla comunità cerretese a Gaspero Pitti-Gaddi, a patto che lo ristrutturasse poiché ormai fatiscente.
Oggi ospita la sede sociale e il piccolo museo storico di Porta Fiorentina, una delle quattro contrade della cittadina.